# John Debnath
John Debnath (Engeland, 1960), beter bekend onder de artiestennamen DJ Johnson en Groovemaster Johnson, is een Engelse in Nederland wonende DJ, producer en evenementenorganisator.
Hij is gespecialiseerd in zwart georiënteerde dansmuziek en pionier in het Engelse en Amerikaanse garage. Sinds 1987 was hij een van de vaste diskjockeys in de Amsterdamse club RoXY, tot deze in 1999 afbrandde. Debnath is opgenomen in de Encyclopedie van Nederlandse popmuziek.

## Levensloop
De in Engeland geboren Debnath kwam in 1974 als tiener naar Nederland. Sinds 1976 is hij actief als DJ en draaide eerst vooral op schoolfeesten.
In 1979 werd John Debnath vaste DJ bij de toenmalige Amsterdamse clubs Commodores Funk Palace en Cosmos (voorheen het Rothaanhuis op de Rozengracht en later Club More Amor en sinds 2010 Roses). Daarnaast draaide hij op vaak mede door hemzelf georganiseerde feesten in heel Nederland. Debnath draaide eind jaren 80 als DJ op vaste basis in club Richter. De eerste house plaat die hij hoorde was Jack Your Body, gedraaid door Eddy de Clercq op zijn Pep Club ooit in de Paradiso.
De in 1987 geopende Amsterdamse club RoXY huurde Debnath in als een van de vaste DJ's. Hij werd eind jaren 90 pas bekend als ‘de keizer van de Amsterdamse groove’. Wekelijks was hij op de radio te horen waar hij Club RoXY vertegenwoordigde met zijn live opnames op Amsterdam FM (AFM) (1989 - 1993). In 1987 begon hij met het draaien van House-muziek in Nederland: hij ontmoette een aantal andere - op dat moment in Nederland verblijvende - Engelsen, dat waren Maz Weston en de DJ's Paul Jay en Graham B, met wie hij het idee ontwikkelde zelf feesten op wisselende locaties te organiseren. Dit leidde tot de oprichting van de Soho Connection, waarmee house-feesten georganiseerd werden met een voor toentertijdse Nederland onbekende doch aanslaande allure.
In 1989 werd danscafé Havana geopend, alwaar Johnson tot 1997 vaste DJ was. Door zijn vernieuwende en brede muziekstijl, maakte hij het boven gelegen clubgedeelte van de Havana tot populaire dansgelegenheid voor een gemêleerd publiek. Vooral in de jaren 90 is Debnath door heel Europa, in Indonesië en de Verenigde Staten als DJ geboekt. Van 1995 - 2000 was hij wekelijks te horen op N.E.W. Dance Radio met het programma S.H.A.G. (Soulful House & Garage).
In 1995 kwam Debnath voor het eerst in aanraking met UK Garage tijdens een werkbezoek in Londen. Hij introduceerde deze fenomeen in oktober 1997 in Nederland voor DJ Per's Time Machine in de Melkweg. Deze muziekstroming heeft hij voortgezet in Club RoXY met een wekelijkse avond ‘Juice’, tezamen met Joost van Bellen en Puck Verdoes.
In november 1998 richtte Debnath, ‘Groovemaster’ Johnsons Bubble Club op in Paradiso. Als creatieve leider was hij verantwoordelijk voor de invulling van de nachtprogrammering. De Bubble Club Dancers werden via Jake’s Dance Factory geboekt. Er waren optredens van artiesten en DJ’s uit het Verenigd Koninkrijk zoals MJ Cole, Genius Cru, Artful Dodger, Pied Piper, Grant Nelson, DJ EZ, DJ Luck & MC Neat. Er werd meestal gebruik gemaakt van meerdere ruimtes met verschillende muziekstijlen zoals bij Debnath's 25-jarige dj-jubileum op een driedeksschip, de maandelijkse evenementen in Nighttown te Rotterdam en het 3-jarig bestaan in de NEMO. Deze evenementen hebben geleid tot het uitbrengen van drie compilatie CD's (1998 - 2000), het oprichten van de formatie Spark ft. Markell & MC Spyder met een muziekuitgave in 2001 met Dorian Broeckhuyze (in het Verenigd Koninkrijk uitgebracht) en een nationaal radioprogramma, The Bubble Club Show op Colorful Radio (2002 - 2003).

## Muziekstijl
Debnath's muziekstijl werd beïnvloed door diverse genres, waaronder disco, soul, funk, boogie, rootsreggae, wereldmuziek (Afrikaans, Salsa, Latin), Jazz-Dance/funk, house, hiphop en R’n’B. Door het combineren Latin grooves en soulvolle vocale house, kreeg hij midden jaren ´90 de bijnaam ‘Groovemaster’. Johnson was samen met KC the Funkaholic verantwoordelijk voor het opstarten van Bassline in Club RoXY, dat was vooral gericht op hiphop en R'n'B. Door Debnath’s interesse in de diverse muziekstromingen is zijn werkgebied verbreed. Sinds 2007 houdt hij zich ook bezig met het draaien van andere stijlen zoals Nu Disco (een sub-genre van House), Jungle, Drum n Bass en Jackin’ House.

## Discografie
Muziekuitgaves en gemixte verzamel CDs van Debnath:
- Black Tulip & Wendell A. Morrison Jnr. - Jam On It (Tink! 1990)
- MDA & Lilian Vieira - Batucada Tropical [Johnson's Percahouse Mix] (Tink! 1990)
- Black Tulip & Wendell A. Morrison Jnr. - A Song of Love (Tink! 1991)
- The Three Amigos - Wake Up [House Against Hate Vol. 1] (Hypercycle 1993)
- Upstairs At Club Havana (Outland Records1994)
- Upstairs At Club Havana - Volume II (Outland Records1995)
- Sensory Productions - Houseluck [2 remixen] (Outland Records 1996)
- Upstairs At Club Havana - Volume 3 (Outland Records 1996)
- Soul Children - Volume 1 (Outland Records 1997)
- Diverse Artiesten - Speed Garage [dubbel CD, 1 door Johnson] (Arcade Records 1998)
- Diverse Artiesten - Urban Dancefloor, Best New 2-Step (Pimento Records 2000)
- Diverse Artiesten - Groovemaster Johnson's Bubble Club (Rhythm Records 2000)
- Spark feat. Markell & MC Spyder - I Dream of You Baby (Attitude 2001)
- Johnson Junior - In The Air (New Years Mixes) (Chega 2009)
- Johnson Junior - In The Air [2010 Mixes] (Chega 2010)
- Johnson Junior - Wigglin (Chega 2010)

Bovenstaande geluidsdragers zijn zichtbaar op de website van Discogs of Beatport.